# Ferrari 328
Ferrari 328 GTB и GTS — преемник Ferrari 308 GTB и GTS соответственно. Изменения были внесены в стиль кузова, в том числе увеличился объёмом двигателя до 3,2 л (3185 см³). 7400 штук Ferrari 328s были выпущены до того, пока модель не была заменена на новую 348 в 1989 году, в результате чего было выпущено 20000 автомобилей 308/328 поколения. Ferrari 328 GTB и GTS по мнению некоторых любителей Ferrari стал одним из самых надежных Феррари. Техническое обслуживание двигателя Ferrari 328 может быть выполнено без снятия двигателя с автомобиля.
GTB называют Gran Turismo Berlinetta (купе), а GTS был Gran Turismo Spider (со съёмными панелями крыши). В 1985 году 328 продавался в розницу от $ 58 400 — $ 62 500 ($ 115 300 — $ 123 400 в долларах 2008 года) долларов США. Эта цена включала gas-guzzler налоги.
Цифры 328 в названии модели взяты от общей кубатуры двигателя, 3,2 литра, и 8 числа цилиндров. Модель была представлена в 1985 году на Франкфуртском салоне рядом с Ferrari Mondial 3.2 серии.

## Общие характеристики
Ferrari 328 использует 3,2-литровый двигатель V8 с 4 клапанами на цилиндр мощностью 270 л. с. (201 кВт) и 313 Н · м крутящего момента. Его максимальная скорость составляет 267 км / ч и достигает 97 км / ч за 5,5 секунды и 160 км / ч за 13 секунд. Шасси имеет передние и задние независимые подвески, двойные поперечные рычаги с пружинами, телескопические амортизаторами, а также стабилизаторы поперечной устойчивости; рулевое управление реечного типа, 5- ступенчатую механическую коробку передач.